# Aka Gündüz Kutbay
Aka Gündüz Kutbay (Istanbul, 17 agosto 1934 – Istanbul, 27 agosto 1979) è stato un musicista turco.

## Biografia
Entrato attorno ai vent’anni nella Eyüp Musikisi Cemiyeti (Società Musicale del Distretto di Eyüp), cominciò a studiare il flauto ney sotto la guida del suo direttore, Gavsi Baykara. Continuò i suoi studi musicali presso la İleri Türk Musiki Cemiyeti (Società della Musica Turca Progressista), diretta all’epoca da Laika Karabey. Fu infine allievo di Emin Ongan, presso la Società Musicale di Scutari.
Nel 1960 vinse il concorso per Artista radiofonico (Radyo Sanatüısı), indetto da Radio Istanbul, dove lavorò per diversi anni sotto la guida del celebre neyzen (suonatore di ney) Ulvi Erguner, allora direttore dell’ensemble di musica classica turca, del quale si considerò allievo e seguace. Assieme a Ulvi Erguner, nel 1972 guidò la prima tournée dei dervisci mevlevi in Nord America.
Alla morte di Ulvi Erguner (1973), Kutbay divenne Serneyzen (neyzen principale), prendendo parte annualmente alle cerimonie mevlevi di Konya in qualità di Neyzenbaşı (neyzen capo).
Dal 1973 al 1979 egli insegnò il ney nel prestigioso Conservatorio nazionale di Musica turca presso l’Università Tecnica di Istanbul (İstanbul Teknik Üniversitesi Türk Musiki Devlet Konservatuarı). Inoltre si dedicò alla registrazione di dischi per l’etichetta turca Aras e per l’americana Atlantic Records, con la quale pubblicò Music of the Whirling Dervishes assieme al celebre cantante Kâni Karaca. Accanto alle registrazioni di musica classica turca, Kutbay si dedicò anche alla contaminazione musicale incidendo brani in cui si avvicinava al “jazz etnico” (come il disco Zikr: Okay Temiz, Akagündüz Kutbay & Oriental Wind, inciso per la Sun Records nel 1979).
Nel 1979 prese parte al film di Peter Brook Incontri con uomini straordinari: vi compare nei panni di un suonatore di ney nomade dell’Asia centrale, che, nella scena iniziale del “concorso degli Ashokh”, si esibisce suonando dapprima un taksim (improvvisazione) sul proprio strumento, poi eseguendo un canto armonico (ma qui la sua voce è doppiata).
Nell’agosto del 1979, in modo inaspettato, al termine di una seduta di registrazione, morì all’età di soli 45 anni.
A dispetto della sua breve esistenza, Aka Gündüz Kutbay è considerato uno dei maggiori musicisti turchi del ‘900: egli fu celebre per la grande competenza nell’ambito della musica classica turca ma anche per gli interessi, che spaziavano dal jazz alla musica indiana, tibetana e ad altri generi di world music. Più in particolare come suonatore di ney egli era famoso per la sonorità piena che riusciva ad ottenere nel registro grave (dem sesler), per il grande controllo del fiato e per la bellezza del suono. Assieme a Ulvi Erguner (e poi ai figli di quest’ultimo, Kudsi e Süleyman) contribuì a rendere popolare e a far conoscere il ney anche fuori dai confini della Turchia.